# Kazuo Išiguro
Kazuo Ishiguro, OBE FRSA FRSL (japonsko 石黒 一雄; ), japonsko-britanski pisatelj, nobelovec, * 8. november 1954, Nagasaki, Japonska.
Njegova družina se je preselila v Anglijo leta 1960, ko je bil star pet let. Ishiguro je diplomiral na Univerzi v Kentu iz angleščine in filozofije leta 1978 ter magisteriral iz kreativnega pisanja leta 1980.
Išiguro velja za enega najbolj znanih sodobnih avtorjev v angleško govorečem svetu, ki je prejel štiri Man Booker nominacije in postal dobitnik leta 1989 za svoj roman Remains of the Day (Ostanki dneva). Njegov roman iz leta 2005 Never Let Me Go (Ne zapusti me nikdar) je bil prav tako izjemno cenjen. Kot pisec je cenjen zaradi nenavadnega pogleda na svet, kar komentatorji pripisujejo odraščanju v japonski družini.
V letu 2008 ga je londonski The Times uvrstil na 32. mesto svojega seznama »50 največjih britanskih pisateljev od leta 1945«. V letu 2017 ga je švedska Akademija nagradila z Nobelovo nagrado za književnost, ki ga opisuje kot pisatelja, »ki je v romanih z veliko čustvene sile razkril brezno pod našo iluzornim občutkom povezanosti s svetom«.

## Osebno življenje
Išiguro se je leta 1986 poročil s socialno delavko Lorno MacDougall. Spoznala sta se na dobrodelni prireditvi za brezdomce v Zahodnem Londonu v Notting Hillu, kjer je Išiguro delal kot selitveni delavec. Par živi v Londonu s hčerko Naomi.
Velja za cinefila in navdušenca nad Bobom Dylanom.

## Dela

### Romani
- Bled pogled na hribe (1982)
- Umetnik na plavajočem svetu (1986)
- Ostanki dneva (1989)
- Nepotolaženi (1995)
- Ko smo bili sirote (2000)
- Ne zapusti me nikdar (2005)
- Pokopani velikan (2015)
- Klara in sonce (2021)

Poleg tega piše scenarije, članke in zbirke kratkih zgodb. Med drugim je napisal obširno kolumno, v kateri je obsodil porast sovražnih kaznivih dejanj kot posledica kampanje leta 2016, ko je Združeno kraljestvo odločalo o članstvu v Evropski uniji. Z Jimom Tomlinsonom je prispeval besedila za več pesmi džezovske pevke Stacey Kent.